# Estadio Carlos González
L'Estadio Carlos González est un stade de football mexicain.